# Renault Nepta
Der Renault Nepta wurde als Konzeptfahrzeug auf der Mondial de l’Automobile 2006 präsentiert. Dieses 4995 mm lange, 1956 mm breite und 1332 mm hohe Cabriolet soll einen Ausblick auf das zukünftige Design von Renault bieten. Entworfen wurde das Fahrzeug von Renaults Chefdesigner Patrick le Quément.

## Technologie

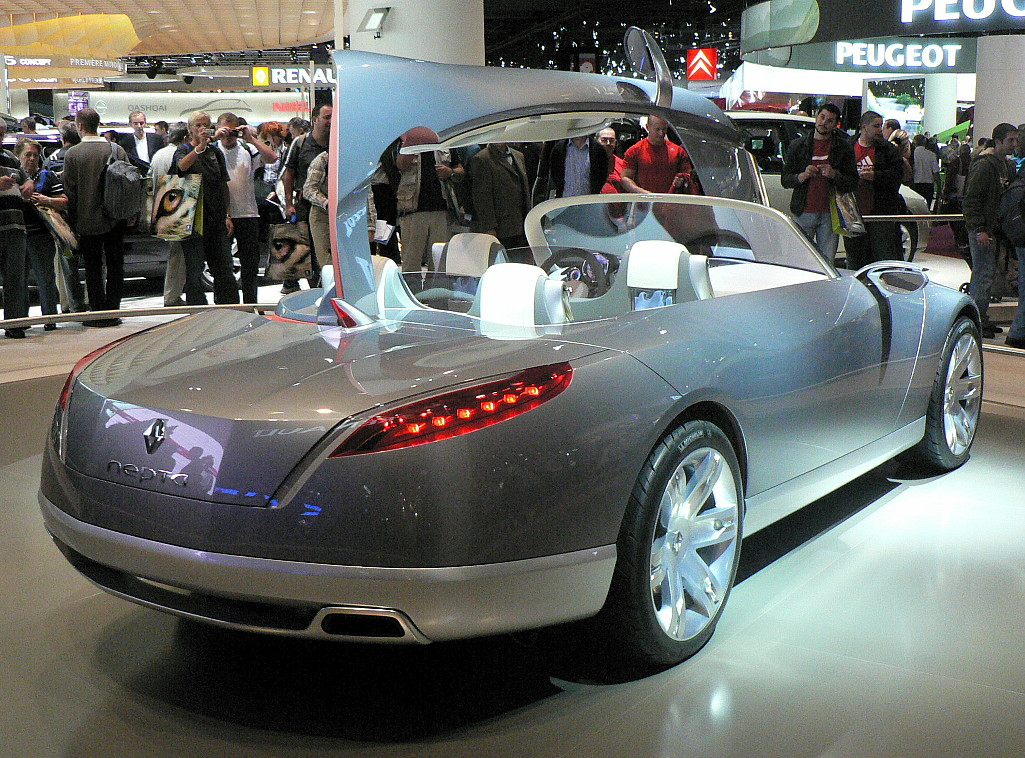
Heckansicht

Die Scheinwerfer des Nepta arbeiten mit LED-Technik und verfügen über aktives Kurvenlicht. Der Nepta besitzt 3,76 m lange Flügeltüren, die sich per Knopfdruck durch einen elektrischen Motor öffnen und schließen lassen. Im Innenraum befinden sich vier Einzelsitze. In den Rückenlehnen der Vordersitze sind zudem Flachbildschirme verbaut, mit denen DVD-Filme betrachtet werden können.

## Motor
In der Designstudie kommt V6-Twin-Turbo-Ottomotor mit 3,5 Litern Hubraum und einer Leistung von 309 kW (420 PS) zum Einsatz. Das maximale Drehmoment von 560 Nm wird bei 3.000/min erreicht. Mit der 7-Stufen-Automatik beschleunigt der Nepta in 4,9 Sekunden von 0 auf 100 km/h. Der Verbrauch liegt dabei bei etwa 9,4 Litern auf 100 km. (222 g Co2 pro km)